# Sévero-Kurilsk
Sévero-Kurilsk (en ruso: Се́веро-Кури́льск) es una ciudad en el óblast de Sajalín de la Federación Rusa. Es el centro administrativo del raión de Severo-Kurilsk.
La ciudad está situada en la isla Paramushir. A 7 km de Sévero-Kurilsk se encuentra el volcán Ebeko.

## Historia
Entre 1875 y 1945 la ciudad pertenecía a Japón, y se denominaba Kashiwabara (柏原). 
El 5 de noviembre de 1952 fue casi completamente destruida por un maremoto, esto llevó a las autoridades a reconstruirla en un terreno más alto, 
El 30 de julio de 2025 fue inundada por las olas y sus estructuras livianas fueron arrastradas, incluida una planta procesadora de pescado.

## Galería

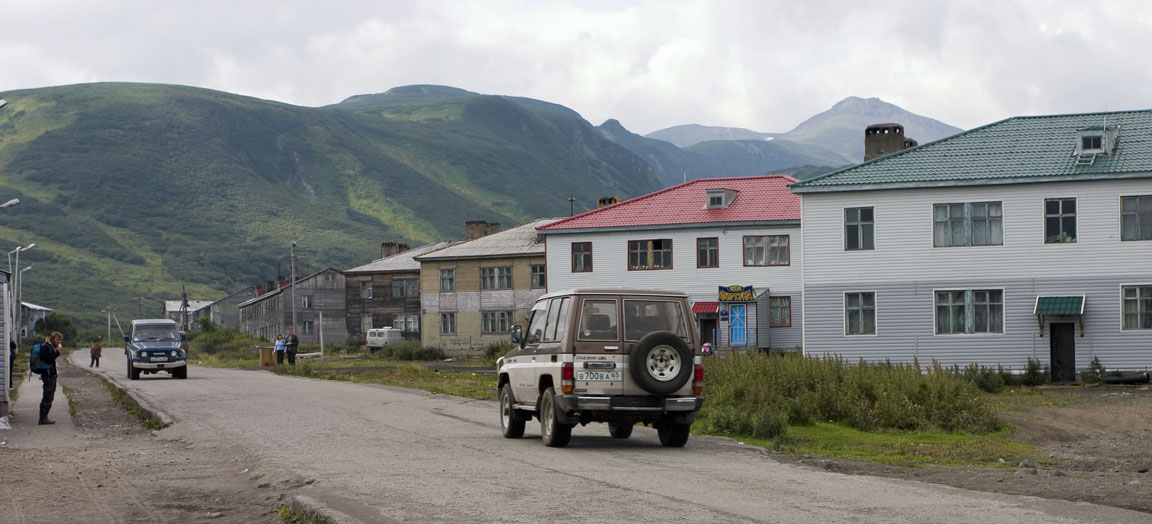
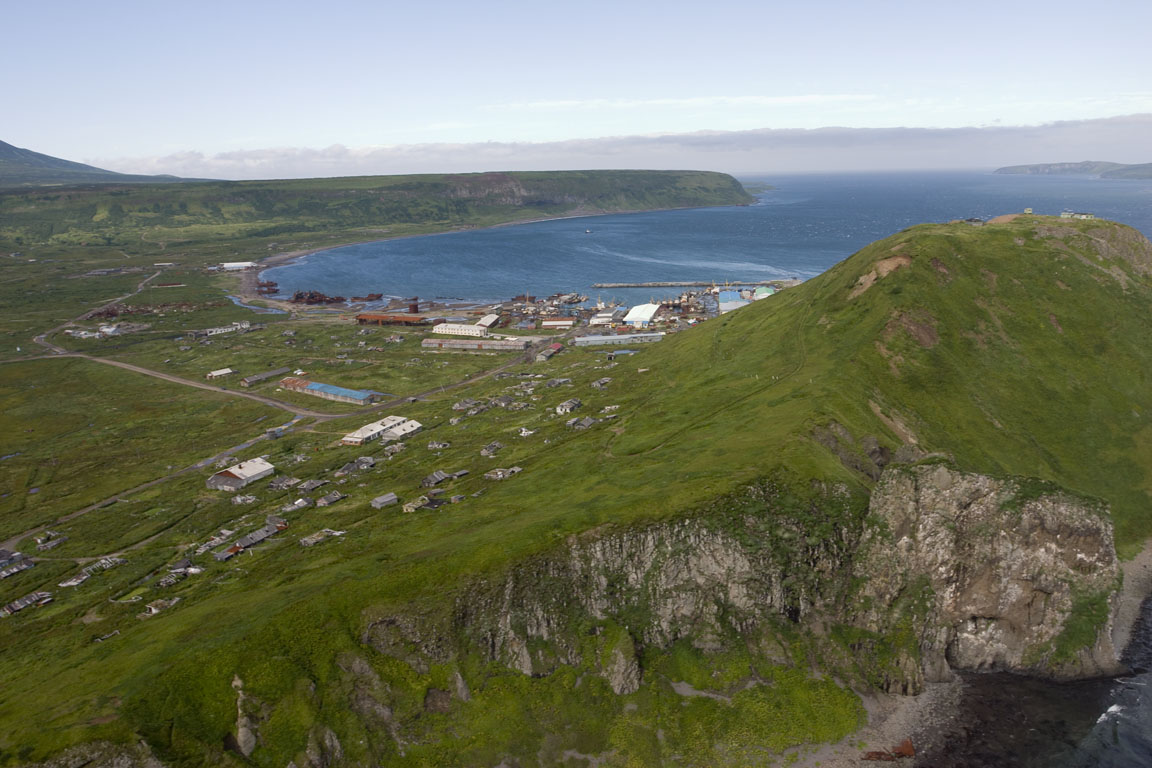

## Clima
| Parámetros climáticos promedio de Severo-Kurilsk (1991–2020, extremos 1948–2021) | Parámetros climáticos promedio de Severo-Kurilsk (1991–2020, extremos 1948–2021) | Parámetros climáticos promedio de Severo-Kurilsk (1991–2020, extremos 1948–2021) | Parámetros climáticos promedio de Severo-Kurilsk (1991–2020, extremos 1948–2021) | Parámetros climáticos promedio de Severo-Kurilsk (1991–2020, extremos 1948–2021) | Parámetros climáticos promedio de Severo-Kurilsk (1991–2020, extremos 1948–2021) | Parámetros climáticos promedio de Severo-Kurilsk (1991–2020, extremos 1948–2021) | Parámetros climáticos promedio de Severo-Kurilsk (1991–2020, extremos 1948–2021) | Parámetros climáticos promedio de Severo-Kurilsk (1991–2020, extremos 1948–2021) | Parámetros climáticos promedio de Severo-Kurilsk (1991–2020, extremos 1948–2021) | Parámetros climáticos promedio de Severo-Kurilsk (1991–2020, extremos 1948–2021) | Parámetros climáticos promedio de Severo-Kurilsk (1991–2020, extremos 1948–2021) | Parámetros climáticos promedio de Severo-Kurilsk (1991–2020, extremos 1948–2021) | Parámetros climáticos promedio de Severo-Kurilsk (1991–2020, extremos 1948–2021) |
| Mes                                                                              | Ene.                                                                             | Feb.                                                                             | Mar.                                                                             | Abr.                                                                             | May.                                                                             | Jun.                                                                             | Jul.                                                                             | Ago.                                                                             | Sep.                                                                             | Oct.                                                                             | Nov.                                                                             | Dic.                                                                             | Anual                                                                            |
| -------------------------------------------------------------------------------- | -------------------------------------------------------------------------------- | -------------------------------------------------------------------------------- | -------------------------------------------------------------------------------- | -------------------------------------------------------------------------------- | -------------------------------------------------------------------------------- | -------------------------------------------------------------------------------- | -------------------------------------------------------------------------------- | -------------------------------------------------------------------------------- | -------------------------------------------------------------------------------- | -------------------------------------------------------------------------------- | -------------------------------------------------------------------------------- | -------------------------------------------------------------------------------- | -------------------------------------------------------------------------------- |
| Temp. máx. abs. (°C)                                                             | 6.0                                                                              | 6.0                                                                              | 9.2                                                                              | 14.6                                                                             | 19.7                                                                             | 24.3                                                                             | 26.5                                                                             | 25.1                                                                             | 23.1                                                                             | 17.8                                                                             | 12.2                                                                             | 7.0                                                                              | 26.5                                                                             |
| Temp. máx. media (°C)                                                            | -1.8                                                                             | -2.4                                                                             | -0.8                                                                             | 1.9                                                                              | 5.7                                                                              | 10.6                                                                             | 13.5                                                                             | 15.2                                                                             | 13.8                                                                             | 8.9                                                                              | 3.4                                                                              | -0.5                                                                             | 5.6                                                                              |
| Temp. media (°C)                                                                 | -3.7                                                                             | -4.4                                                                             | -3.0                                                                             | -0.3                                                                             | 2.9                                                                              | 6.9                                                                              | 10.0                                                                             | 11.7                                                                             | 10.6                                                                             | 6.3                                                                              | 1.3                                                                              | -2.4                                                                             | 3.0                                                                              |
| Temp. mín. media (°C)                                                            | -5.6                                                                             | -6.4                                                                             | -5.0                                                                             | -2.1                                                                             | 0.8                                                                              | 4.2                                                                              | 7.5                                                                              | 9.1                                                                              | 7.8                                                                              | 3.8                                                                              | -0.8                                                                             | -4.5                                                                             | 0.7                                                                              |
| Temp. mín. abs. (°C)                                                             | -22.0                                                                            | -18.9                                                                            | -17.6                                                                            | -10.7                                                                            | -6.0                                                                             | -1.9                                                                             | 1.6                                                                              | 2.0                                                                              | -1.0                                                                             | -4.0                                                                             | -12.2                                                                            | -16.1                                                                            | -22.0                                                                            |
| Precipitación total (mm)                                                         | 126                                                                              | 137                                                                              | 152                                                                              | 116                                                                              | 113                                                                              | 143                                                                              | 160                                                                              | 163                                                                              | 183                                                                              | 246                                                                              | 253                                                                              | 185                                                                              | 1977                                                                             |
| Nevadas (cm)                                                                     | 64                                                                               | 86                                                                               | 103                                                                              | 98                                                                               | 27                                                                               | 0                                                                                | 0                                                                                | 0                                                                                | 0                                                                                | 0                                                                                | 10                                                                               | 35                                                                               | 423                                                                              |
| Días de lluvias (≥ 1 mm)                                                         | 1                                                                                | 0.3                                                                              | 1                                                                                | 7                                                                                | 16                                                                               | 17                                                                               | 18                                                                               | 20                                                                               | 22                                                                               | 25                                                                               | 12                                                                               | 4                                                                                | 143                                                                              |
| Días de nevadas (≥ 1 mm)                                                         | 30                                                                               | 30                                                                               | 29                                                                               | 24                                                                               | 11                                                                               | 1                                                                                | 0.2                                                                              | 0.1                                                                              | 0.2                                                                              | 6                                                                                | 24                                                                               | 30                                                                               | 186                                                                              |
| Humedad relativa (%)                                                             | 75                                                                               | 77                                                                               | 77                                                                               | 79                                                                               | 82                                                                               | 85                                                                               | 89                                                                               | 87                                                                               | 80                                                                               | 76                                                                               | 74                                                                               | 74                                                                               | 79                                                                               |
| Fuente: JMA                                                                      |                                                                                  |                                                                                  |                                                                                  |                                                                                  |                                                                                  |                                                                                  |                                                                                  |                                                                                  |                                                                                  |                                                                                  |                                                                                  |                                                                                  |                                                                                  |